# Aguaviva (kommun)
Aguaviva är en kommun i Spanien.   Den ligger i provinsen Provincia de Teruel och regionen Aragonien, i den östra delen av landet, 300 km öster om huvudstaden Madrid. Antalet invånare är 660. Arean är 42 kvadratkilometer. Aguaviva gränsar till Castellote, La Ginebrosa, Mas de las Matas och Las Parras de Castellote. 
Terrängen i Aguaviva är kuperad österut, men västerut är den platt.